# 1960年スコーバレーオリンピックのオーストリア選手団
1960年スコーバレーオリンピックのオーストリア選手団（1960ねんスコーバレーオリンピックのオーストリアせんしゅだん）は、1960年2月18日から2月28日までアメリカ合衆国カリフォルニア州のスコーバレーで開催された1960年スコーバレーオリンピックのオーストリア選手団、およびその競技結果。

## 概要
今大会は金メダル1個、銀メダル2個、銅メダル3個の合計6個のメダルを獲得した。

## メダル
| メダル | 選手名                     | 競技           | 種目       |
| ------ | -------------------------- | -------------- | ---------- |
| 金     | エルンスト・ヒンターゼーア | アルペンスキー | 男子回転   |
| 銀     | ヨーゼフ・シュティグラー   | アルペンスキー | 男子大回転 |
| 銀     | マティアス・ライトナー     | アルペンスキー | 男子回転   |
| 銅     | エルンスト・ヒンターゼーア | アルペンスキー | 男子大回転 |
| 銅     | トラウドゥル・ヘッヒャー   | アルペンスキー | 女子滑降   |
| 銅     | オットー・レオドルター     | スキージャンプ | 男子80m級  |